# Легат Ота Кармина
Легат Ота Кармина је посебна библиотека, која се налази у Универзитетској библиотеци "Светозар Марковић" у Београду, купљена 1929. године као целина у Немачкој на име ратне репарације.

## Историјат
Легат Ота Кармина је збирка дела о француској револуцији. Међу њима има књига, брошура и памфлета савременика Револуције, нпр. књиге Пјер Силвена Марешала (1750-1842) и Франсиса Диверноа (1757-1842). Купљена је као целина у Немачкој на име репарација 1928. године. Броји 1019 књига са преко 2000 свезака, највише на француском језику.

### О Оту Кармину
Ото Кармин, рођен је 1882. године у Летонији, а умро је 1920. године. Био је пољски социолог, научни радник и професор Универзитета у Женеви. У Женеви је живео од 1898. године. Студирао је друштвене науке у Женеви, Лондону, Халеу и Хајделбергу, где је и докторирао 1905. године. Доцент на Универзитету у Женеви од 1904. Писао је о месту религије у друштву и о слободном зидарству. Објављивао је многе чланке о периоду француске револуције и Првог царства. Био директор часописа о француској револуцији – Revue historique de la Révolution française.